# تخت جمشید (فیلم)
تخت جمشید فیلمی مستند به کارگردانی فریدون رهنما ساختهٔ سال ۱۳۳۹ است.

## حواشی
احمدرضا احمدی در نوشته « حقیقت تلخ است» برای ویژه نامه کتاب « نوشتن با دوربین» درباره شب نمایش این فیلم می نویسد:

« شبی که فیلم « تخت جمشید» ساخته « فریدون رهنما» را در کانون فیلم نشان دادند گلستان که معمولاً پس از نمایش فیلم برای حاضران سخن می گفت درباره ی این فیلم گفت: این فیلم اگر در 50 سال پیش ساخته می شد شاید فیلم جالبی بود. فریدون رهنما همان جا نشسته بود. همهمه درگرفت. آل احمد هم که حاضر بود گفت: هیاهوی بسیار برای هیچ!»